# Liste der Bahnstrecken im Eichsfeld

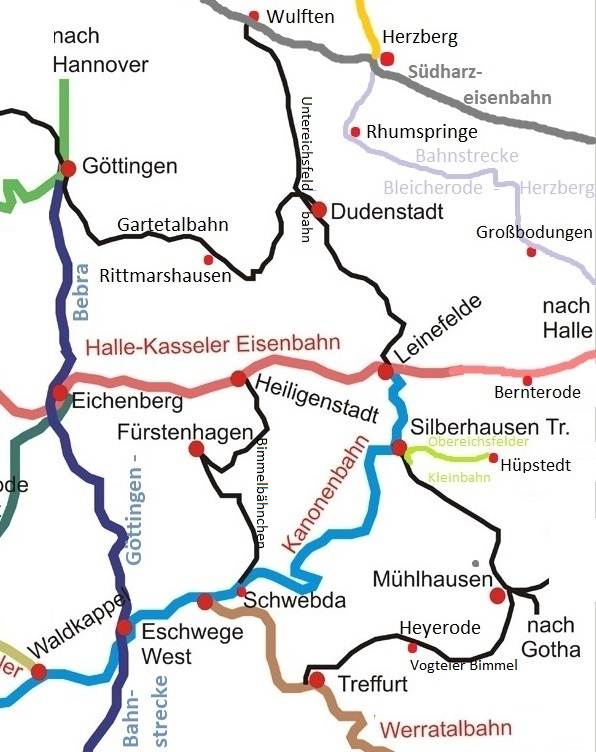
Karte der Bahnstrecken mit Personenbeförderung im Eichsfeld

Die Liste der Bahnstrecken im Eichsfeld enthält alle aktuellen (2025) und ehemaligen Bahnstrecken, die das Territorium des historischen Eichsfeldes berühren. Es werden Strecken für den Personen- und/oder Güterverkehr aufgeführt. Güterverkehr wird heute nur noch am Bahnhof Leinefelde und im Zementwerk Deuna abgewickelt. Darüber hinaus gibt es eine Liste von geplanten, aber nicht gebauten Bahnstrecken, eine Liste von Anschlussgleisen und eine Liste von Feldbahnen.
Nicht berücksichtigt ist die Bahnstrecke Nordhausen-Northeim, die die Gemarkung von Lindau im Untereichsfeld nur streift. Während fast alle stillgelegten Strecken zwischenzeitlich zurückgebaut wurden, blieb ein Großteil der Eichsfelder Kanonenbahn erhalten und wird noch als Draisinenstrecke genutzt. Einige  Streckenabschnitte wurden zu Bahnradwegen umgebaut, von anderen Streckenabschnitten sind heute nur noch Relikte, wie der Bahndamm oder einzelne Brücken, in der Landschaft vorhanden.

## Erklärung
Die Liste der Bahnstrecken ist nach dem Zeitpunkt der Inbetriebnahme der Bahnstrecken sortiert.
- Strecke: Hier erscheinen Anfangs- und Endbahnhof der Strecke.
- Verlauf: Hier sind wichtige Orte an der Strecke genannt.
- Ausbau in EIC: Hier steht, wie die Strecke ausgebaut ist (alle in Normalspur (1435 mm), außer der Gartetalbahn), es handelt sich um die Anzahl der Gleise und die Elektrifizierung (E).
- Eröffnung: Hier werden die Eröffnungsdaten der Strecke bzw. Teilstrecke genannt.
- Stilllegung Personenverkehr (PV): Hier sind die Daten zur Stilllegung der Strecke bzw. Teilstrecke genannt.
- Stilllegung Güterverkehr (GV): Hier sind die Daten zur Stilllegung der Strecke bzw. Teilstrecke genannt.

## Liste der Eisenbahnstrecken
| Strecke Name                                    | Verlauf                                                                   | Ausbau im EIC | Eröffnung im EIC                                                                                | Stilllegung Personenverkehr (PV) im EIC | Stilllegung Güterverkehr (GV) im EIC                                                                                    | Besonderheiten |
| ----------------------------------------------- | ------------------------------------------------------------------------- | ------------- | ----------------------------------------------------------------------------------------------- | --- | --- | --- |
| Halle–Hann. Münden Halle-Kasseler-Eisenbahn     | Halle – Nordhausen – Leinefelde – Heiligenstadt – Hann. Münden            | 2E            | 1867 (Nordhausen–Arenshausen) 1872 (Arendhausen–Hann. Münden)                                   | | | 1945 Streckenunterbrechung zwischen Arenshausen–Eichenberg 1945–1990 kein Personen- und Güterverkehr zwischen Arenshausen–Eichenberg |
| Arenshausen–Friedland                           | (Halle – Leinefelde –) Arenshausen – Göttingen                            | 1             | 1867                                                                                            | 1876 | 1884 (Hottenrode – Friedland) 1945 (Arenshausen – Hottenrode)                                                           | 1998 Eichenberger Kurve |
| Gotha–Leinefelde                                | Gotha – Mühlhausen – Silberhausen – Leinefelde                            | 1             | 1870                                                                                            | | | |
| Göttingen–Bebra                                 | Göttingen – Eichenberg – Werleshausen – Eschwege West – Bebra             | 2E            | 1876                                                                                            | | | 1901–1978 Personenhalt in Werleshausen 17. September 1945 Wanfrieder Abkommen                                                        |
| Leinefelde–Treysa Kanonenbahn                   | Leinefelde – Silberhausen Tr. – Dingelstädt – Geismar – Eschwege – Treysa | 2             | 1876 (Eschwege–Treysa) 1880 (Leinefelde–Eschwege)                                               | 1945 (Geismar–Schwebda) 1992 (Geismar–Küllstedt) 1994 (Küllstedt–Dingelstädt) 1996 (Dingelstädt–Leinefelde)                                          | 1945 (Geismar–Schwebda) 1969 (Geismar–Dingelstädt)                                                                      | 1945 Streckenunterbrechung zwischen Geismar–Schwebda                                                                                 |
| Leinefelde–Wulften Untereichsfeldbahn           | Leinefelde – Worbis – Duderstadt – Gieboldehausen – Wulften               | 1             | 1889 (Duderstadt–Wulften) 1897 (Leinefelde–Duderstadt)                                          | 1945 (Teistungen–Duderstadt) 1947-1950 (Worbis–Teistungen) 1974 (Duderstadt–Wulften) 2001 (Leinefelde–Teistungen)                                    | 1945 (Teistungen–Duderstadt) 1994 (Leinefelde–Teistungen) 1995 (Duderstadt–Wulften)                                     | 1945 Streckenunterbrechung zwischen Teistungen–Duderstadt                                                                            |
| Göttingen-Duderstadt Gartetalbahn               | Göttingen – Rittmarshausen – Nesselröden – Duderstadt                     | 1             | 1897 (Göttingen–Rittmarshausen) 1907 (Rittmarshausen–Duderstadt)                                | 1922–1924, 1931 (Rittmarshausen–Duderstadt) 1957 (Göttingen–Rittmarshausem)                                                                          | 1922–1924, 1931 (Rittmarshausen–Duderstadt) 1959 (Göttingen–Rittmarshausem)                                             | Schmalspurbahn (750 mm) |
| Bleicherode–Herzberg                            | Bleicherode – Bischofferode – Zwinge – Rhumspringe - Herzberg             | 1             | 1908 (Bleicherode–Großbodungen) 1910 (Großbodungen–Bischofferode) 1911 (Bischofferode–Herzberg) | 1945 (Zwinge–Zwinge West) 1961 (Zwinge West–Herzberg) 1972 (Zwinge–Bischofferode) 1998 (Bischofferode–Großbodungen) 20013 (Großbodungen–Bleicherode) | 1971 (Zwinge West–Rumspringe) 1972 (Zwinge–Bischofferode) 1982 (Rhumspringe–Herzberg) 1998 (Bischofferode–Großbodungen) | 1945 Streckenunterbrechung am Bahnhof Zwinge                                                                                         |
| Anschlussbahn zum Kaliwerk Neubleicherode       | Großbodungen – Neubleicherode                                             | 1             | 1908                                                                                            | kein Personenverkehr | 1945? | nur Güterverkehr |
| Gleisanschluss Kaliwerk Bischofferode           | Bischofferode – Kaliwerk Bischofferode                                    | 1             | 1910?                                                                                           | 1946–1975 Werkspersonenverkehr (Großbodungen–Kaliwerk)                                                                                               | 1994? | nur Güterverkehr |
| Mühlhausen–Treffurt Vogteier Bimmel             | Mühlhausen – Heyerode – Treffurt                                          | 1             | 1911                                                                                            | 1952 (Wendehausen–Treffurt) 1968 (Wendehausen–Mühlhausen)                                                                                            | 1960 (Normannstein–Wendehausen) 1968 (Wendehausen–Langula)                                                              | Grenzüberschreitender Verkehr (Normannstein–Feldmühle–Treffurt) 1952 Streckenunterbrechung zwischen Normanstein–Feldmühle            |
| Anschlussbahn zum Kaliwerk Bernterode           | Bernterode – Bernterode/Schacht                                           | 1             | 1911?                                                                                           | kein Personenverkehr | 1945? | nur Güterverkehr |
| Silberhausen–Hüpstedt Obereichsfelder Kleinbahn | Silberhausen – Beberstedt – Hüpstedt                                      | 1             | 1913                                                                                            | 1947 | 1947 | |
| Anschlussbahn zum Kaliwerk Hüpstedt             | Hüpstedt – Kaliwerke Hüpstedt                                             | 1             | 1913?                                                                                           | kein Personenverkehr | 1945? | nur Güterverkehr Anschlussgleis zu einer Abschußrampe                                                                                |
| Heiligenstadt–Schwebda Bimmelbahn               | Heiligenstadt – Fürstenhagen – Ershausen – Schwebda                       | 1             | 1914                                                                                            | 1945 (Großtöpfer–Schwebda) 1947 (Heiligenstadt–Großtöpfer)                                                                                           | 1945 (Großtöpfer–Schwebda) 1947 (Heiligenstadt Ost–Großtöpfer) 1994 (Heiligenstadt–Heiligenstadt Ost)                   | Zahnradbetrieb bis 1922 |
| Bernterode–Deuna                                | Bernterode West – Zementwerk Deuna                                        | 1E            | 1972                                                                                            | kein Personenverkehr | | nur Güterverkehr |

## Geplante, aber nicht realisierte Bahnstrecken
Es existierten nicht nur verschiedene Planungsvarianten der später errichteten Bahnstrecken, sondern auch Entwürfe weiterer Strecken, die aber aus verschiedenen Gründen nicht ausgeführt wurden. Die Planungen für die Strecke Worbis-Großbodungen waren schon relativ weit fortgeschritten. So existierten bereits genauere Streckenplanungen und Entwürfe für die Zwischenbahnhofe Kirchworbis, Breitenworbis und Haynrode, sowie für die Einführung der Bahnstrecke in die bestehenden Bahnhöfe Worbis und Großbodungen. Wiederum von anderen Strecken findet man nur einfache Planungsskizzen zu möglichen Linienführungen.
Liste von geplanten, aber nicht verwirklichten Bahnstrecken im Eichsfeld:
- Bahnstrecke Großbodungen–Worbis[3][4]
- Bahnstrecke Silberhausen–Bernterode[5]
- Bahnstrecke Duderstadt–Stöckey/Zwinge
- Bahnstrecke Nordhausen–Stöckey/Lüderode[6]
- Bahnstrecke Göttingen–Heiligenstadt/Leinefelde[7][8]
- Bahnstrecke Mühlhausen–Heiligenstadt[9][10]
- Bahnstrecke Zwinge–Gieboldehausen[11]
- Bahnstrecke Worbis–Zwinge[12]

## Anschlussgleise

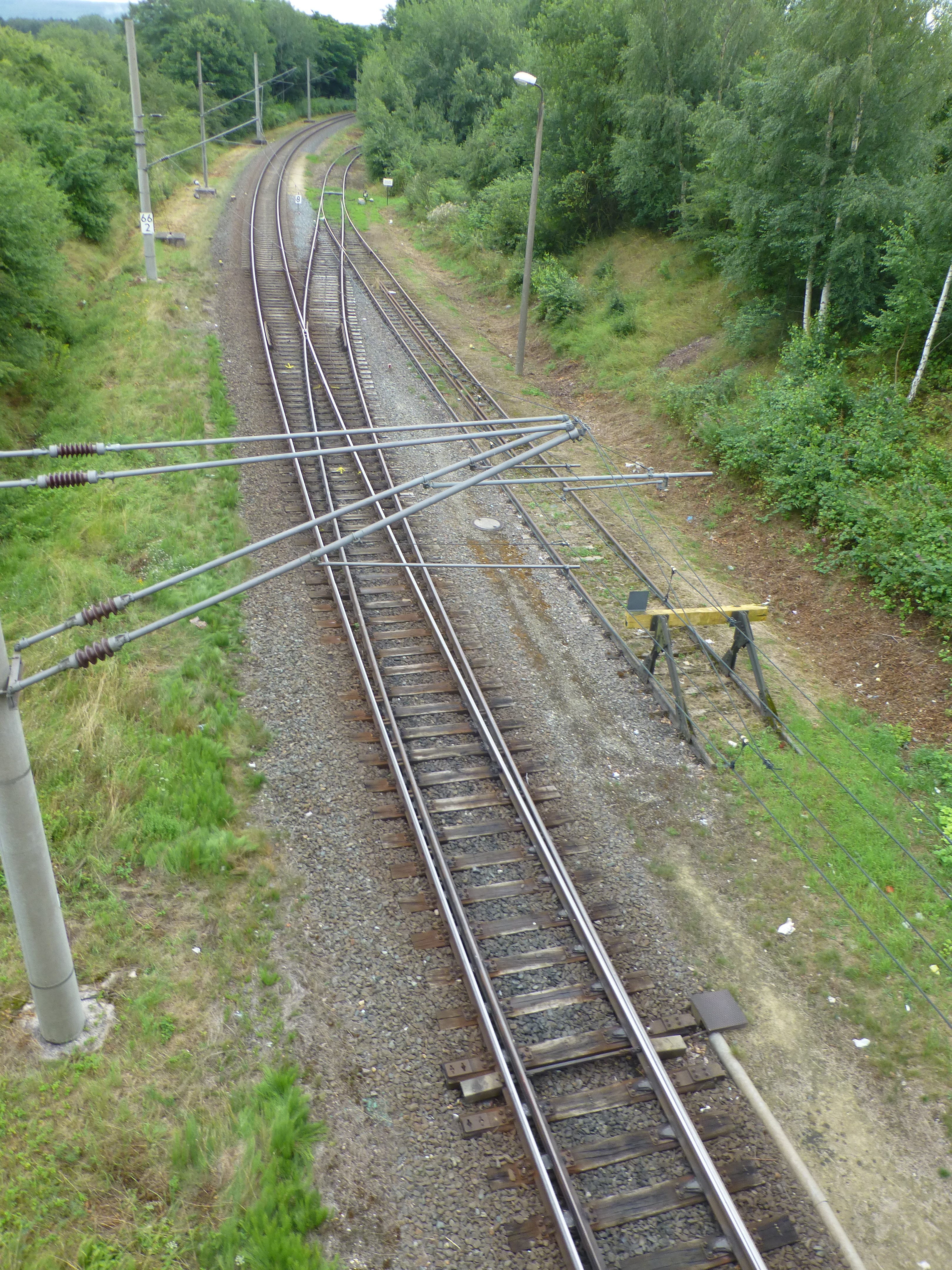
Anzweig des Industriegleisanschlusses in Leinefelde

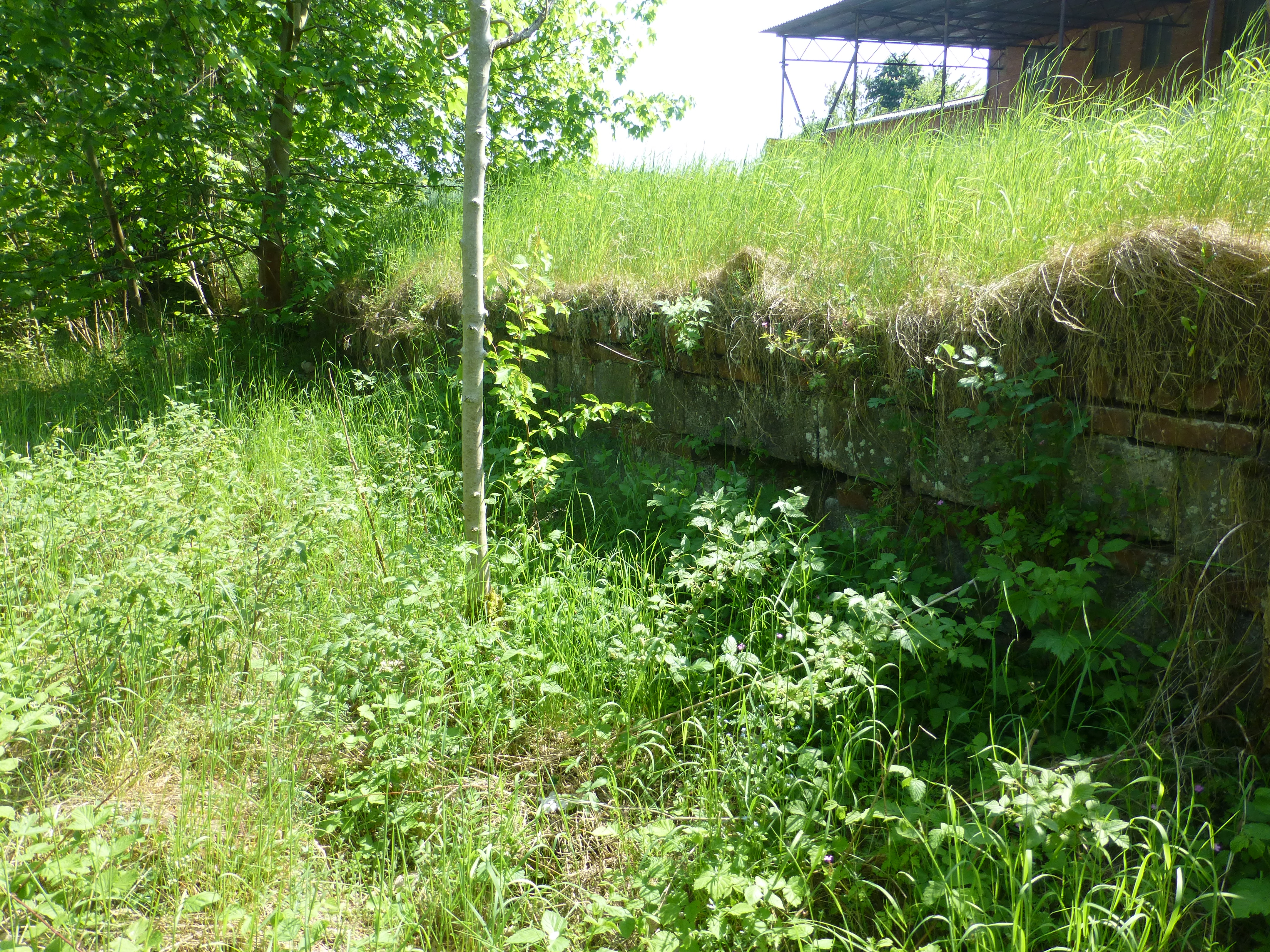
Seitenrampe an der Ziegelei in Teistungen

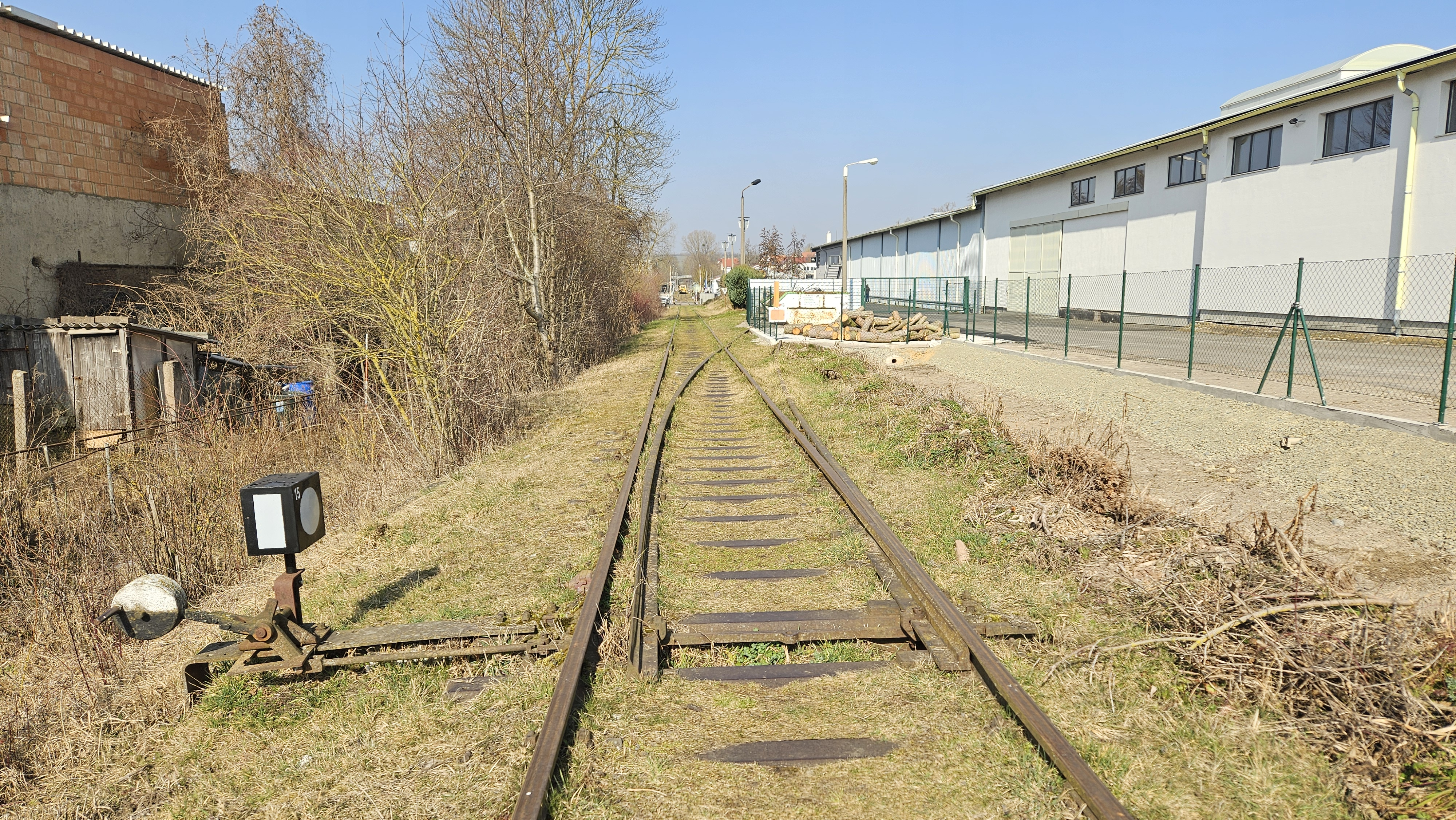
Nicht mehr genutzter Gleisanscluss in Heiligenstadt

Neben den größeren Bahnanschlüssen zu den ehemaligen Kalibergwerken mit eigenen Werkbahnhöfen, gab es auch viele kleine Anschlussgleise zu Unternehmen in der Nähe von Bahnhöfen und entlang der Bahnstrecken (es ist nicht sicher, ob alle hier aufgezählten Bahnanschlüsse auch gebaut wurden (?)):
- vom Bahnhof Leinefelde zum Industriebahnanschluss der Baumwollspinnerei (später Industriewärme- und Umwelttechnik GmbH & Co. KG IWUT und weitere) (aktuelle Nutzung ist unklar)
- vom Bahnhof Arenshausen zur Ziegelei Katzbrücke
- vom Bahnhof Niederorschel zur Weberei J.F.Riemann (später VEB Weberei Niederorschel)
- vom Bahnhof Ferna zur Ziegelei Müller (später VEB Thüringer Ziegelwerke Erfurt, BT Ferna)
- vom Bahnhof Ferna zur Spar- und Darlehnskasse Wehnde-Tastungen
- vom Bahnhof Worbis zum Kornhaus und zur Firma Weinrich Christbaumschmuck
- vom Bahnhof Worbis zum Holzwerk Louis Krages (später VEB Möbelwerk Worbis)
- vom Bahnhof Worbis zur Weberei Baumann & Lederer (?)
- vom Bahnhof Heiligenstadt zur Firma Baetz & Co. (?)
- vom Bahnhof Heiligenstadt zum Eichsfelder Landhandel (später Bäuerliche Handelsgenossenschaft)
- Anschlussgleis der Wifo am Bahnhof Heiligenstadt
- vom Bahnhof Heiligenstadt Ost zur Mergelgrube N.Föllmer (?)
- vom Bahnhof Heiligenstadt Ost zum Kornhaus (später VEAB)
- vom Bahnhof Westerode zum Lagerhaus/Rübenverladung
- vom Bahnhof Rhumspringe zum Schickertwerk Rhumspringe (später Preußen Elektra)
- vom Bahnhof Duderstadt zur Firma Hollenbach (mit 2 Gleisen)
- vom Bahnhof Duderstadt zur Ziegelei Bernhard (mit 3 Gleisen)
- vom Bahnhof Duderstadt zur Ziegelei Jakobi (mit 2 Gleisen)
- vom Bahnhof Rollshausen zur Ziegelei
- vom Haltepunkt Pferdebachtal zur Wifo
- vom Schachtbahnhof Hüpstedt zur Abschußrampe im Dünwald
- von der Bahnstrecke Heiligenstadt Ost-Pferdebachtal zur Firma ? bei km 2,8.
- von der Bahnstrecke Heiligenstadt Ost-Pferdebachtal zur Firma Leineweber und Kellner bei km 3,020
- von der Bahnstrecke Heiligenstadt Ost-Pferdebachtal zur Papierfabrik Lovis (später VEB Papierfabrik Heiligenstadt) bei km 3,6
- von der Bahnstrecke Teistungen-Ferna zu zwei Ziegeleien in Teistungen (später VEB Thüringer Ziegelwerke Erfurt, BT Teistunge)
- von der Bahnstrecke Rhumspringe-Pöhlde zur Papierfabrik Rhumspringe
- von der Bahnstrecke Nesselröden-Westerode zur Ziegelei Nesselröden

## Feldbahnen
Feldbahnen existierten zeitweise in folgenden Unternehmen, Ziegeleien bzw. Tongruben:
| Feldbahn                     | Ort          | Spurweite | Strecken                                         | Lokomotiven                           | Besonderheiten                                                | Bild |
| ---------------------------- | ------------ | --------- | ------------------------------------------------ | ------------------------------------- | ------------------------------------------------------------- | ---- |
| Ziegelei Bernhard            | Duderstadt   | 500 mm    | Strecke 1 (300 m) Strecke 2 (200 m)              | 2× Diema DL 8 Diema DS 12 Diema DS 14 | Betrieb bis etwa 2000                                         |      |
| Ziegelei Katzbrücke          | Arenshausen  |           | 1?                                               |                                       | Anbindung an Ladestelle der Bahnstrecke Arenshausen-Friedland |      |
| Ziegelei Ferna               | Ferna        |           | 1? (100 m) mit Abzweig und Schleppanlage (300 m) | LKM NS1 Jung EL 105                   | ab 1923                                                       |      |
| Ziegelei Zwinge              | Zwinge       | 600 mm    | 1 (500 m)                                        | LKM NS 1b 2× LKM NS2f Jung?           | bis 1989 im Schutzstreifen an der Innerdeutschen Grenze       |      |
| Ziegelwerk Hermann Friedrich | Westerode    | 600 mm    | 1 (600 m) mit 2 Abzweigen                        | Pferde 2× Diema DL14 Diema DL 8       |                                                               |      |
| Jakobi Tonwerke              | Bilshausen   |           |                                                  |                                       |                                                               |      |
| J.K. Müller                  | Großbodungen | 900 mm?   |                                                  | Henschel Montua?                      | Anbindung an den Bahnhof Großbodungen                         |      |